# Stade de Reims Femenino
El Reims Football Féminin es un club de fútbol femenino de la comuna de Reims, Francia. Fue fundado en 1968 como Football Club Féminin Reims. En 1970 fue adquirido por el Stade de Reims como su sección femenina, y veinte años después fue uno de los clubes fundadores de la Première Ligue.
El Stade de Reims fue uno de los clubes más laureados durante los primeros años del fútbol femenino francés, ganando cinco títulos entre 1975 y 1982. Su desempeño decayó en los 1980, y en 1989 jugó su última temporada en la primera categoría. 
Regresó a la DIvision 1 en la temporada 2019-20 al ganar el Grupo A de la Division 2 en 2018-19.

## Jugadoras

### Jugadoras destacadas
Jugadoras destacadas que han vestido la camiseta del club.
- Élisabeth Loisel
- Anne O'Brien
- Rose Reilly
- Edna Neillis
- Tetyana Romanenko

## Palmarés
| Competición nacional      | Títulos                             | Subcampeonatos             |
| ------------------------- | ----------------------------------- | -------------------------- |
| Division 1 Féminine (5/3) | 1974-75, 1975-76, 1979-80, 1981-82. | 1977-78, 1978-79, 1980-81. |
| Division 2 Féminine (1/0) | 2018-19.                            |                            |